# Molophilus vallisspei
Molophilus vallisspei är en tvåvingeart som beskrevs av Günther Theischinger 1988. Molophilus vallisspei ingår i släktet Molophilus och familjen småharkrankar. Inga underarter finns listade i Catalogue of Life.